# Осипова, Кристина Константиновна
Кристина Константиновна Осипова (род. 20 марта 2000, Уфа ) — российская спортсменка (шашки). Чемпионка России в командном зачёте (в составе сборной Башкортостана) (2014 год). Обладательница Кубка России по международным шашкам среди женщин 2013 года в быстрой программе. Бронзовый призёр первенства мира среди девушек до 14 лет (2013, Орша).
Входит во взрослую сб. России (с 2013), юниорскую — с 2009 года.
До 2010 года проживала в Республике Башкортостан , поселок Первушино. Сейчас переехала в Уфу, учится
в Башкирской гимназии № 158 им. Мустая Карима Кировского района городского округа город Уфа Республики Башкортостан, вместе с Марселем Шарафутдиновым. В составе сборной школы МБОУ БГ № 158 им. М. Карима заняла 1 место в командном первенстве Республики Башкортостан по русским шашкам «Чудо-шашки» 2012 года.
Воспитанница Школы шашек «имени А.Чижова», где становилась бронзовым призёром первенств России и Европы по международным шашкам среди девочек не старше 10 лет. Сейчас тренер Мельников, Александр Павлович.